# Terry-Thomas
Thomas Terry Hoar Stevens, közismert nevén Terry-Thomas (Finchley, London, Egyesült Királyság, 1911. július 14. – Godalming, Surrey, 1990. január 8.) brit (angol) színpadi, film- és televíziós színész, komikus. 
Finomkodó hanghordozásával kiválóan parodizálta a brit felső társadalmi osztály sznob manírjait, remekül alakította a „jól nevelt, úri csibészeket”, elegáns csirkefogókat, szélhámos ficsúrokat és finom külső mögé bújt rámenős „bunkókat”. Két elülső metszőfoga közötti szembetűnő, 8,5 mm széles hézag sajátos megjelenést kölcsönzött arcának. Számos ismert filmszerepe között említendő a Bolond, bolond világ (1963), Egy kis kiruccanás (1966), az Azok a csodálatos férfiak (1969), vagy A sátán kutyája (1978).

## Élete

### Fiatalkora
London Finchley nevű elővárosában született. Frederick Stevens és Ellen Elizabeth Hoar négy gyermekének sorában harmadikként. Gyermekkorától kezdve lelkesedett a színházért, a West Sussex-i Ardingly College -ba járt. 1930-ban debütált a színpadon. 1933-ban eljátszotta első filmszerepét, névtelenül, Korda Sándor rendező VIII. Henrik magánélete c. vígjátékában. Apró színpadi és filmszerepekben játszott a világháború kitöréséig. Katonai szolgálatát a katonákat szórakoztató szervezetekben, a Nemzeti Szórakoztató Szolgálatnál (ENSA) töltötte. Ezt az időt a színészmesterség kitanulására, és a színpadi kabaré és revü szakmai eszközeinek elsajátítására használta fel. Tapasztalt színpadi kaberettistaként szerelt le, és már bizonyos ismertséget is szerzett.

### Színészi pályája

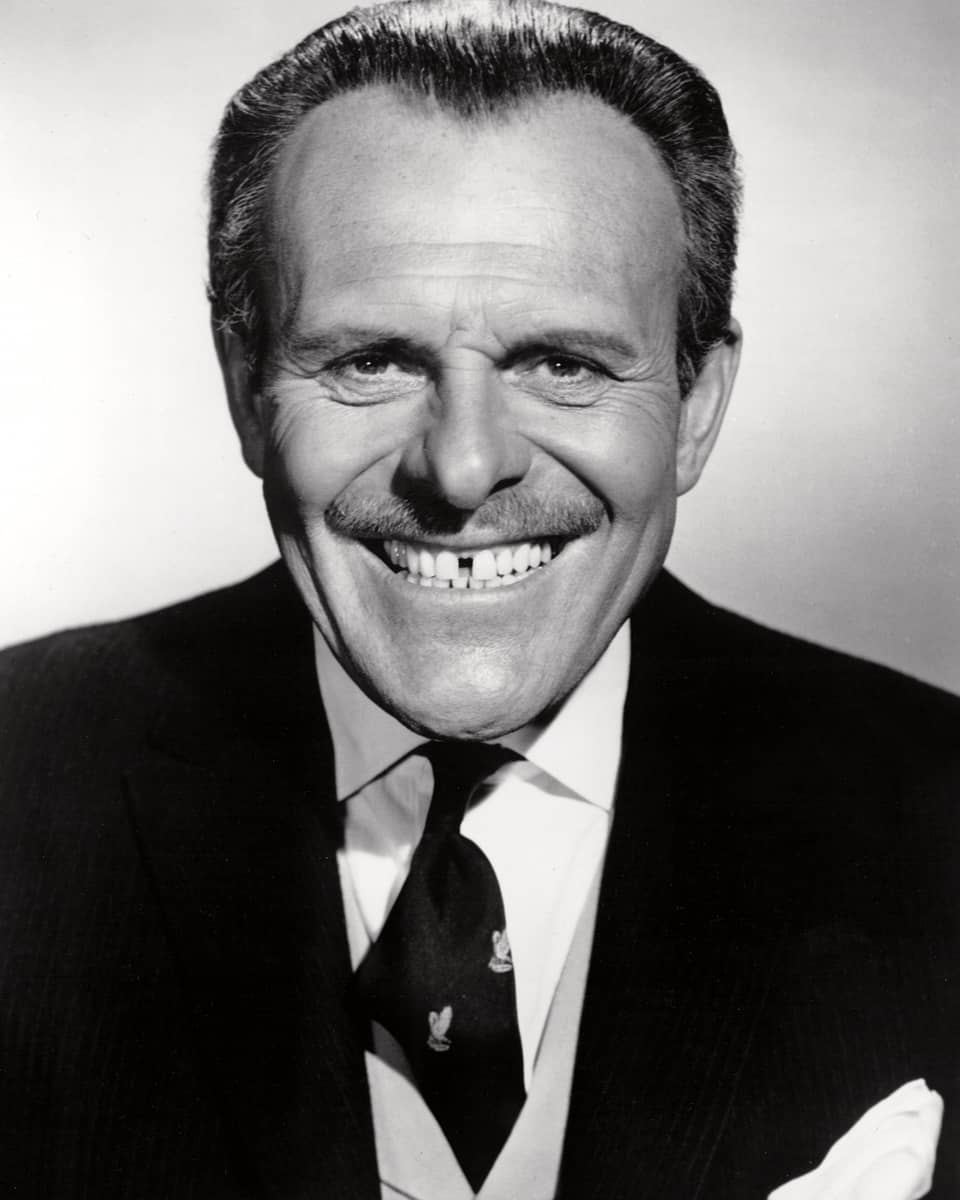
Terry-Thomas 1961-ben

Leszerelése után a londoni Piccadilly színházaiban szerepelt, 1949-ben a BBC első teéevíziós komédiasorozatának, a How Do You View?-nak egyik fő közreműködője lett. Nagyszámú BBC rádiós show-műsorban szerepelt, hamarosan megkapta a háború utáni első játékfilmes szerepeit is. Pályájának legtermékenyebb időszaka az 1950-es évekre esik, amikor brit nyelvterületen és nemzetközi környezetben is emlékezetes vígjátékokban játszott főszerepet: Private’s Progress (1956), The Green Man (1956), Blue Murder at St Trinian’s (1957) és a címszerepet, az előkelő és sznob Cadogan de Vere Carlton-Browne brit diplomatát a Diplomácia, óh! című vígjátékban (1959), Peter Sellers társaságában.
1960-tól megjelent amerikai filmekben is (School for Scoundrels). Közönségesebb alakokat is kezdett játszani, a Bachelor Flat-ben (1962) és a Bolond, bolond világban (1963) és a Hogyan öljük meg feleségünket-ben (1965). Az 1960-as évektől európai kooperációban készült filmekben is szerepelt, pl. Sir Reginald szerepében, az Egy kis kiruccanás c. francia háborús komédiában (1966), Bourvil és Louis de Funès mellett. Szerepelt az Azok a csodálatos férfiak a repülő masináikban című nemzetközi repülős filmkomédiában (1965) és ennek egyfajta folytatásában, az Azok a csodálatos férfiak című autóversenyes filmkomédiában is (1969), utóbbiban Tony Curtisszel együtt.

### Magánélete
1937 Terry-Thomas megismerkedett a dél-afrikai származású Ida Florence Patlansky táncos-koreográfussal (1902–1983), aki Pat Patlanski művésznéven szerepelt, és pályázaton keresett magának partnert egy flamenco táncos fellépéshez. Később közös kabarészámban szerepeltek, mint „Terri és Patlanski”. Egymásba szerettek, és 1938. február 3-án összeházasodtak. 1939-ben mindketten jelentkeztek a hadsereg katonákat szórakoztató szolgálatához, és Franciaországban működtek. Mind Patlanski, mind Terry-Thomas számos házasságtörő viszonyba keveredett ebben az időben. 1960-ban különváltak, Terry-Thomas egy  Lorrae Desmond nevű énekesnővel élt együtt. 1962. február 1-jén hivatalosan is elvált feleségétől. Ugyanekkor Lorrae is elhagyta és Ausztráliába ment férjhez.
Az 52 éves Terry-Thomas ekkor viszonyt kezdett a 21 éves Belinda Cunninghammel, akit röviddel azelőtt Mallorcán ismert meg. 1963. augusztus 20-án összeházasodtak, két fiuk született Timothy Hoar és Cushan Hoar. Második felesége, Belinda mellette maradt haláláig, 1990-ig.

### Betegsége és halála
1971-ben az orvosok Parkinson-kórt állapítottak meg nála. Amíg tehette, eltitkolta és tovább játszott. Amikor a látható tüneteket már nem tudta elrejteni, a sajtó alkoholizmusról kezdett pletykálni, emiatt Terry-Thomas bejelentette betegségének tényét. A tünetek súlyosbodása lassan véget vetett karrierjének. Utolsó filmszerepét 1980-ban játszotta el a Febbre a 40! c. német-olasz filmben, de már csak árnyéka volt régi önmagának. Visszavonulni kényszerült. 1982-ben a televízió nyilvánossága előtt beszélt állapotáról, az interjú nagy figyelmet keltett, és komoly adományokhoz juttatta a Parkinson-betegeket segítő brit társaságot. Az orvosi kezelések felemésztették a házaspár teljes vagyonát. Londoni ingatlanukat eladták, 1983-ban egy kis mallorcai hétvégi házba költöztek, amelyet Terry-Thomas 1983-ban elhunyt első felesége, Ida Patlanski hagyott rájuk végrendeletileg. 1987-ben hazaköltöztek Spanyolországból, és jóbarátok, kollégák által átengedett lakásokban laktak. Végül szegénységbe süllyedve, egy szükséglakásban éltek, ahol a színészek önsegélyező egyletének támogatásából tartották fenn magukat.
1989-ben Jack Douglas színész és Richard Hope-Hawkins televíziós szerkesztő segélykoncertet szerveztek az önmaga árnyékává vált Terry-Thomas javára. A londoni Drury Lane Theatre Royal színpadán tartott ötórás műsor díszelnöke Michael Caine volt, a 120 fellépő művész között szerepelt Phil Collins is. Az adományokból összegyűlt 75 000 font lehetővé tette, hogy Terry-Thomast egy godalmingi ápolási otthonba költöztessék. Itt hunyt el 1990. január 8-án, 78 éves korában. A busbridge-i baptista templomban tartott búcsúztatásán emlékezetes sikerének, az Azok a csodálatos férfiak-nak filmzenéjét játszották.

## Főbb filmszerepei

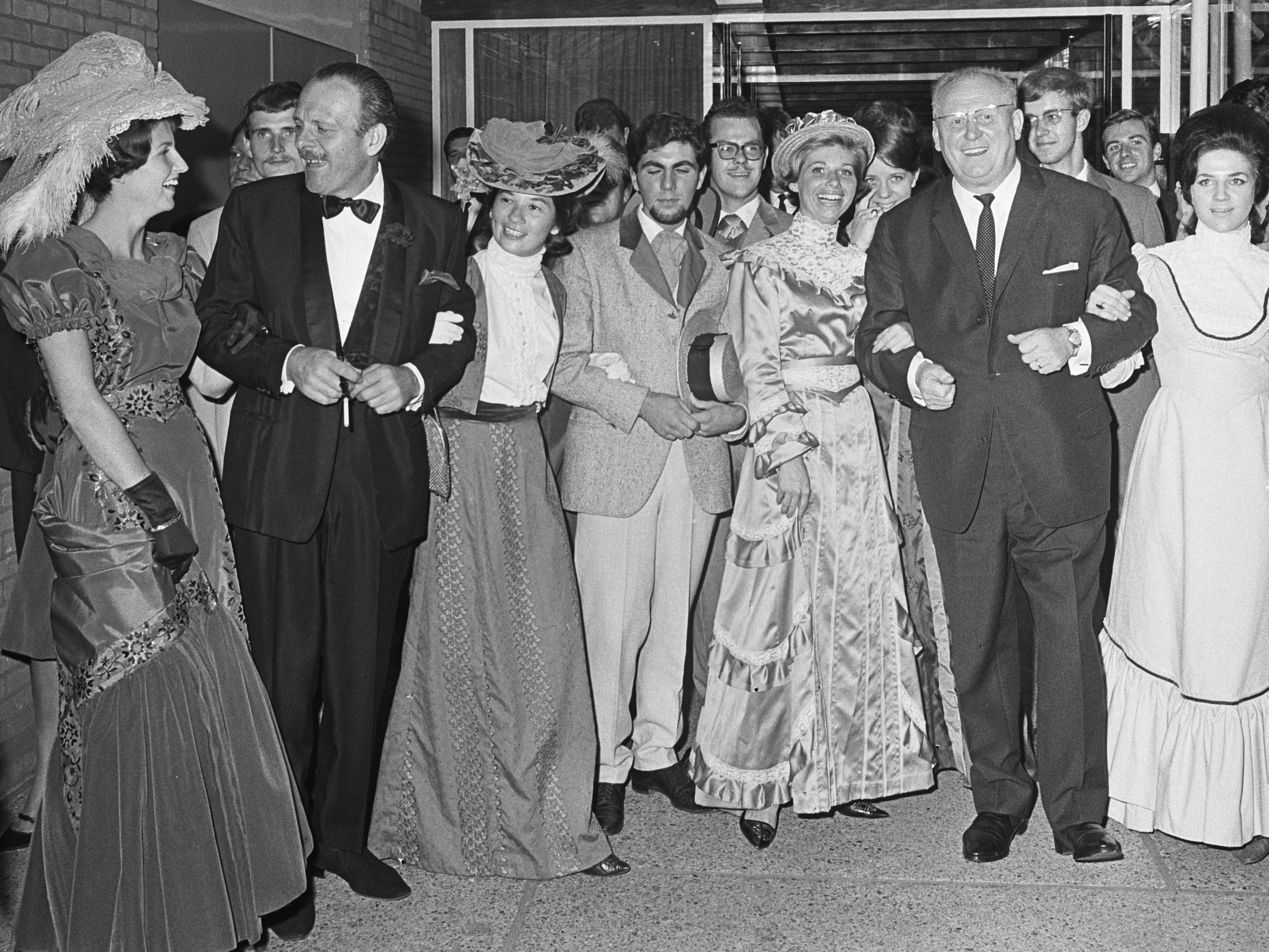
Terry-Thomas és Gert Fröbe 1965-ben, az Azok a csodálatos férfiak… bemutatóján

- 1933: VIII. Henrik magánélete (The Private Life of Henry VIII), névtelen szerep
- 1935: Eladó kísértet (The Ghost Goes West), névtelen szerep
- 1936: Mi lesz holnap? (Things to Come), az ember a jövőből
- 1936: Szenzáció Londonban (It's Love Again), táncos (névtelen szerep)
- 1941: Viharos esküvő (Quiet Wedding), névtelen szereplő
- 1957: Meztelen igazság (The Naked Truth), Lord Mayley
- 1958: Hüvelyk Matyi (Tom Thumb), a gonosz Iván
- 1959: Diplomácia, óh! (Carlton-Browne of the F.O.), Cadogan de Vere Carlton-Browne
- 1960: Hordd el az irhám! (Make Mine Mink), Rayne őrnagy
- 1961: Enyém, tied (His and Hers), Reggie Blake
- 1962: Igaz mese a Grimm testvérekről (The Wonderful World of the Brothers Grimm), Ludwig, az „éneklő csont”
- 1963: Egér a Holdon (The Mouse on the Moon), Maurice Spender
- 1963: Bolond, bolond világ (It’s a Mad Mad Mad Mad World), J. Algernon Hawthorne
- 1965: Hogyan öljük meg feleségünket (How to Murder Your Wife), Charles
- 1965: Idegen hálótársak (Strange Bedfellows), temetkezési asszisztens
- 1965: Azok a csodálatos férfiak a repülő masináikban (Those Magnificent Men in Their Flying Machines), Sir Percy Ware-Armitage
- 1966: Egy kis kiruccanás (La grande vadrouille), Sir Reginald
- 1967: Útmutató házas férfiaknak (A Guide for the Married Man), Harold műszaki tanácsadó
- 1967: Rakéta a Holdra (Jules Verne’s Rocket to the Moon), Sir Harry Washington-Smythe kapitány
- 1967: Dorellik jön! (Arrriva Dorellik) Green rendőrfelügyelő, Scotland Yard
- 1968: Diabolik, belügyminiszter, / pénzügyminiszter
- 1968: Hol voltál, amikor kialudtak a fények? (Where Were You When the Lights Went Out?), Ladislaus Walichek
- 1968: Don’t Raise the Bridge, Lower the River; H. William Homer
- 1968: Hat kedves csirkefogó (Uno scacco tutto matto), Jerome igazgató
- 1969: Hétszer hét (Sette volte sette) rendőrfelügyelő
- 1969: Azok a csodálatos férfiak (Monte Carlo or Bust!), Sir Cuthbert Ware-Armitage
- 1969: 12+1 (12 + 1); Albert
- 1970: Léon és az Atlanti Fal (Le mur de l'Atlantique); Perry
- 1971: A förtelmes Dr. Phibes (The Abominable Dr. Phibes); Dr. Longstreet
- 1971: Minden lében két kanál (The Persuaders!), The Man in the Middle epizód, Archibald Sinclair Beachum
- 1972: Dr. Phibes visszatér (Dr. Phibes Rises Again), Lombardo
- 1973: Enyém, tied, kié? (Gli eroi ), John Cooper őrnagy
- 1973: Mesék a kriptákból II. (The Vault of Horror); Critchit
- 1973: Robin Hood, animációs film, Sir Hiss, a kígyó (hangja)
- 1976: Spanish Fly; Sir Percy de Courcy
- 1976: The Bawdy Adventures of Tom Jones; Mr. Square
- 1977: Zűrzafír, avagy hajsza a kék tapírért (The Last Remake of Beau Geste), kormányzó
- 1978: A sátán kutyája (The Hound of the Baskervilles), Dr. Mortimer
- 1980: Febbre a 40!; Dr. Christopher
- 1983: Gógyi felügyelő (Inspector Gadget), animációs tévésorozat, All That Glitters epizód, a régész (angol hangja)

## Elismerései
- 1959: jelölés BAFTA-díjra, a legjobb brit színművész kategóriában
- 1964: jelölés Golden Globe-díjra, a legjobb musical- vagy vígjáték-színésznek, az Egér a Holdon c. 1963-as filmben nyújtott alakításáért.